# Senior Sachs
Senior Sachs (en hébreu שניאור זק״ש (Shnéour Zaks)), né le 17 juin 1816 à Kėdainiai (Lithuanie actuelle)  et décédé le 18 novembre 1892 à Paris, également connu sous le nom d'Or shani ( אור שני ) est un écrivain et érudit russo-français d'expression hébraïque.

## Biographie

### Jeunesse et éducation
Senior Sachs naît dans une famille juive à Kaidany, une bourgade du gouvernorat de Kovno, alors située dans l'Empire russe, de nos jours en Lituanie . Il grandit à Zhagory, où son père, Tzemaḥ Sachs, a été nommé rabbin alors que Senior Sachs a un an et demi. Il étudie l'hébreu ainsi que le Talmud sous le mentorat de son père et, à un âge précoce manifeste sa prédilection pour la littérature hébraïque . 
Sachs fit la connaissance des parnas de la communauté Kaidany, qui lui firent découvrir la littérature maskilique,  y compris les œuvres d'Isaac Erter. Les écrits d'Erter l'impressionnèrent tellement qu'il envisagea de déménager immédiatement à Brody pour étudier sous sa direction, mais le mariage précoce de Sachs, conformément à la coutume de l'époque, l'en empêcha. Au lieu de cela, il a étudié pendant un an grâce à une bourse au Wasilishok bet ha-midrash et a enseigné pendant un an à Dubno.  Vers 1839, Sachs s'installe à Brody, où Erter l'aide à trouver un emploi comme professeur d'hébreu. Parallèlement, il étudie l'allemand et le syriaque, et consacre la plus grande partie de son temps à la lecture d'ouvrages scientifiques et philosophiques.

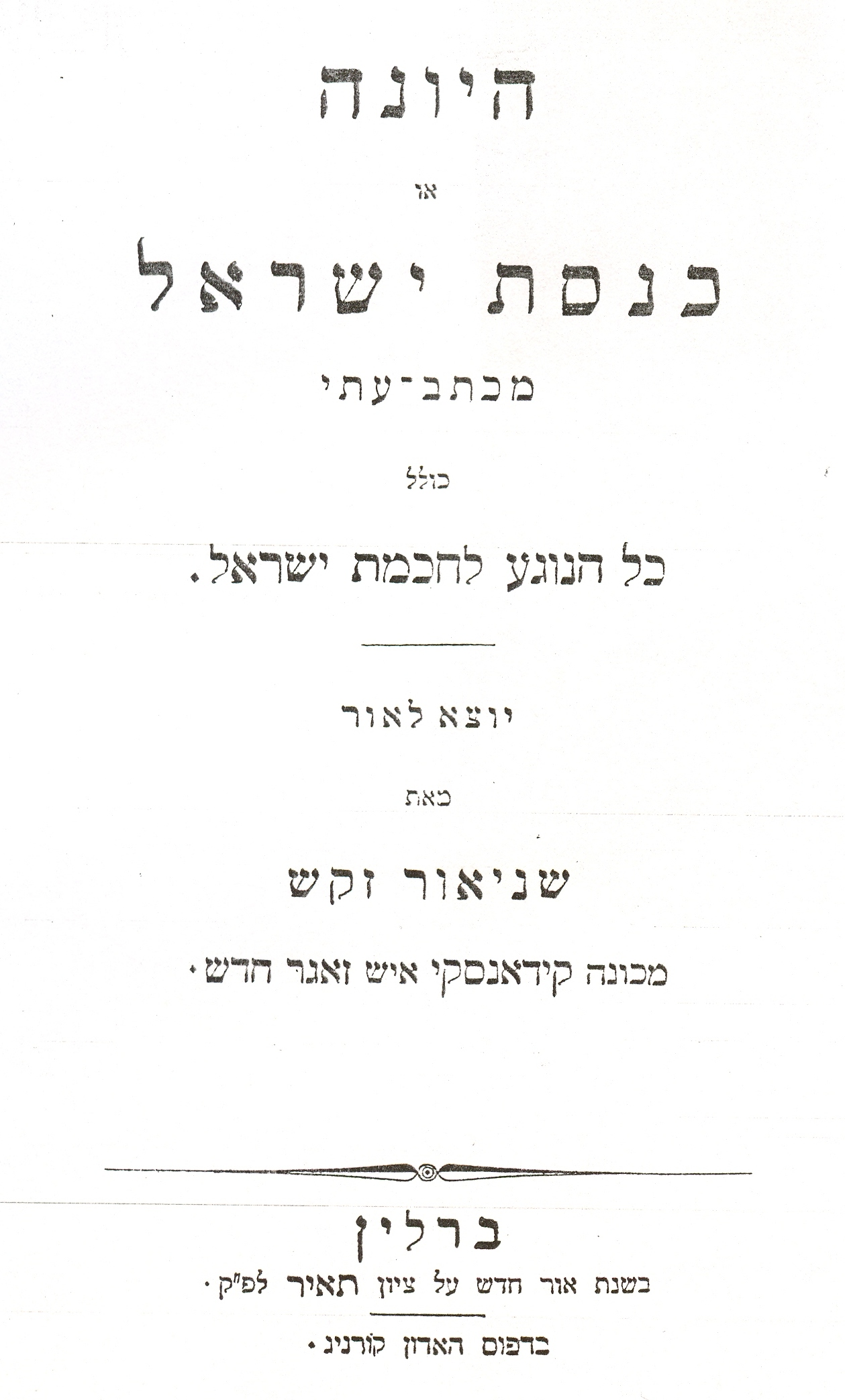
Page de couverture de Ha-Yonah (1851).

Sachs reste deux ans à Brody et y écrit un article en hébreu sur les érudits russe d'expression hébraïque et l'éducation des Juifs en Russie ; il l'envoie à Isaak Markus Jost (en), qui le traduisit en allemand et le publie anonymement dans ses Israelitische Annalen (1840, n°0 4-10). Ses parents lui ayant demandé de rentrer chez lui, Sachs entreprend de revenir, mais, n'ayant pas de passeport, il est arrêté à la frontière russe. Il est amené à Kremenets, où il est placé en détention durant cinq mois. Il est libéré grâce aux efforts d'Isaac Baer Levinsohn. Sachs reste à Zhagory six mois, puis est invité à enseigner à Rossiena, où il se lie d'amitié avec le romancier Abraham Mapu. Il y reste jusqu'à la fin de 1843. Il se rendit enfin à Berlin en 1844, et entre à l'Université Humboldt de Berlin, assistant notamment aux cours de Schelling et d'Althaus. En 1856, Sachs est invité à Paris par le baron Joseph Günzburg pour devenir son bibliothécaire privé et le tuteur de ses enfants.
À Paris, Sachs s'implique dans diverses branches de la littérature hébraïque, mais comme il mène de front plusieurs chantiers, la plupart de ses œuvres restent inachevées. Pendant son séjour à Berlin, il commence à éditer plusieurs périodiques littéraires, dont le premier est Ha-Teḥiyyah, traitant principalement de la philosophie religieuse médiévale.  Seuls deux numéros paraissent, le premier en 1850 et le second en 1857. En 1850, Sachs édite également Ha-Palit de Leopold Zunz, un index de manuscrits hébraïques précieux, avec des notes biographiques sur certains des auteurs. Un seul numéro parait de son Ha-Yonah (Berlin, 1851). Il contient entre autres un article de Hayyim Selig Slonimski sur le calendrier juif selon les anciens talmudistes. Sachs s'engage alors à poursuivre la publication du Kerem Ḥemed (he), éditant les huitième et neuvième volumes (Berlin, 1854 et 1856).
Sachs a également étudié et découvert l'attribution erronée de vingt et une œuvres philosophiques de Salomon ibn Gabirol au roi biblique Salomon.